# Distrito de Prostějov
Prostějov es un distrito de la República Checa en la Región de Olomouc, con una área de 777,32 km² con una población de 110 678 habitantes (2007) y con una densidad poblacional de 142 hab/km².

## Localidades (población año 2018)
- Alojzov 248
- Bedihošť 1067
- Bílovice-Lutotín 523
- Biskupice 302
- Bohuslavice 444
- Bousín 133
- Březsko 214
- Brodek u Konice 812
- Brodek u Prostějova 1520
- Budětsko 416
- Buková 307
- Čechy pod Kosířem 1026
- Čehovice 516
- Čelčice 518
- Čelechovice na Hané 1316
- Dětkovice 537
- Dobrochov 341
- Dobromilice 835
- Doloplazy 540
- Drahany 539
- Dřevnovice 474
- Držovice 1401
- Dzbel 247
- Hačky 99
- Hluchov 351
- Horní Štěpánov 902
- Hradčany-Kobeřice 423
- Hrdibořice 212
- Hrubčice 783
- Hruška 254
- Hvozd 631
- Ivaň 479
- Jesenec 286
- Kladky 348
- Klenovice na Hané 883
- Klopotovice 268
- Konice 2803
- Kostelec na Hané 2921
- Koválovice-Osíčany 276
- Kralice na Hané 1658
- Krumsín 569
- Laškov 576
- Lešany 389
- Lipová 731
- Ludmírov 571
- Malé Hradisko 370
- Mořice 529
- Mostkovice 1549
- Myslejovice 667
- Němčice nad Hanou 2009
- Nezamyslice 1491
- Niva 322
- Obědkovice 275
- Ochoz 194
- Ohrozim 457
- Olšany u Prostějova 1764
- Ondratice 353
- Otaslavice 1265
- Otinoves 278
- Pavlovice u Kojetína 277
- Pěnčín 753
- Pivín 725
- Plumlov 2305
- Polomí 150
- Přemyslovice 1287
- Prostějov 43 798
- Prostějovičky 305
- Protivanov 998
- Ptení 1077
- Raková u Konice 202
- Rakůvka 95
- Rozstání 619
- Seloutky 530
- Skalka 252
- Skřípov 324
- Slatinky 570
- Smržice 1645
- Srbce 84
- Stařechovice 543
- Stínava 157
- Stražisko 431
- Šubířov 236
- Suchdol 608
- Tištín 492
- Tvorovice 289
- Určice 1364
- Víceměřice 602
- Vícov 535
- Vincencov 126
- Vitčice 183
- Vranovice-Kelčice 598
- Vrbátky 1724
- Vrchoslavice 626
- Vřesovice 565
- Výšovice 485
- Zdětín 348
- Želeč 549

- Datos: Q837629
- Multimedia: Prostějov District / Q837629